# Sanmiquel
Sanmiquel és una masia d'Olius inclosa a l'Inventari del Patrimoni Arquitectònic de Catalunya.

## Descripció
És una masia de planta rectangular orientada d'oest a est, amb teulada a doble vessant i en vertent vers la façana. La façana principal a l'oest amb porta d'arc de mig punt i adovellada. Al costat de la porta principal hi ha la porta de l'església, construïda dins la casa, i edificada al segle xviii. Hi ha molt poques obertures, petites finestres amb llinda de pedra i a la part superior (cara oest) una galeria oberta. A la paret sud, dues galeries amb arcades amb arc de mig punt. S'ha adossat una nova construcció a la part est, amb teulada amb vessant de pendent molt vertical.
El parament és de pedres irregulars amb morter. A la cara oest estan col·locades en filades.
A l'entrada de la casa de Sanmiquel hi ha un arc per aguantar l'escala que puja al primer pis, situat davant la porta del celler. L'arc arrenca de les dues parets laterals, format per dues parts que s'ajunten al sostre, formant un arc semiapuntat. La part esquerra és més llarga que la dreta. Construït amb gruixudes dovelles de pedra picada i tallades. No té un estil definit, és senzillament un element arquitectònic de construcció.

## Capella de la Mercè

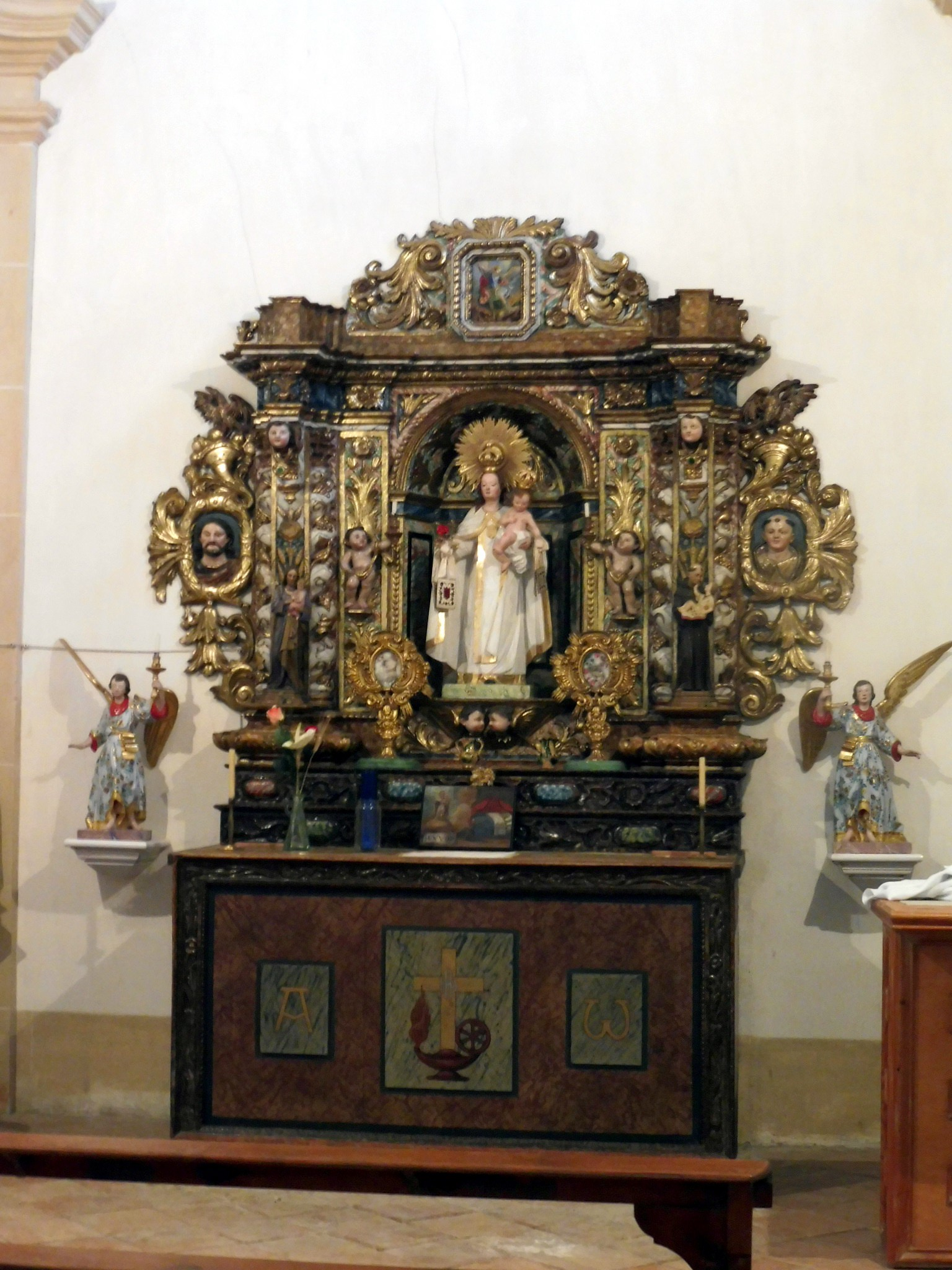
Retaule actual de la capella

La capella és una església construïda l'any 1757, inclosa dins la masia. La façana és la mateixa de la casa. Hi ha dues portes, una a l'interior i una a l'exterior amb llinda on hi figura la data d'acabament de la casa (1758), està situada al costat de la porta principal de la casa. L'interior és emblanquinat, d'una sola nau. Hi ha un retaule abarrocat, amb una imatge de la Mare de Déu de la Mercè.
L'església de Sanmiquel està construïda damunt de la primitiva. Fou el bisbe Mezquía, mercedari, qui promogué la construcció de la nova, ja que trobava l'antiga massa petita. El retaule de la primitiva església fou cremat durant la guerra civil.

## Història
L'any 1000 trobem el mas d'Olius, en el lloc on hi hauria o s'hi formà el mas de Sanmiquel. El 1305, el mas d'Olius era dels Santjoanistes de Berga.
L'any 1381, Simó de Sanmiquel, està endeutat de 16 sous amb el jueu de Solsona Izach de Belltay, que els hi havia prestat per la compra de blat de llavor. Al segle xv, el mas ja portava nom invariable i els seus estadants en prenien o li donaven el cognom: Mas de Sanmiquel.
El 1577 Joan de Sanmiquel amortitzava els masos d'Estaràs i d'Olius quedant lliures del domini de l'Abat.
Entre els segles XVI-XVIII s'hi feren grans reformes que desfiguraren les característiques gòtiques del mas, és molt possible que l'arc sigui d'aquesta època.